# Larix sibirica
Il larice siberiano o larice russo (Larix sibirica; sin. L. russica) è un albero molto resistente al freddo nativo della Russia orientale, dai confini con il territorio finlandese fino alla valle del fiume Enisej nella Siberia centrale, ove tende a formare esemplari ibridi incrociandosi con la specie affine Larix gmelinii della Siberia orientale; questo ibrido è conosciuto come Larix × czekanowskii.

## Morfologia e portamento
È una conifera decidua con portamento medio-grande raggiungendo altezze comprese fra i 20 ed i 40 metri, con diametro del tronco anche superiore al metro. La chioma, conica negli esemplari giovani, diviene cilindrica negli adulti; i rami principali si trovano a livello del suolo, mentre i rami secondari sono spesso pendenti. Le gemme sono dimorfe, dando origine a macroblasti della lunghezza di 10–50 cm ricoperti da numerose gemme e brachiblasti lunghi appena uno o due millimetri e portanti una sola gemma.
Può essere facilmente distinto dal larice europeo (Larix decidua) dalla lanuggine che ricopre i rametti (assente nelle altre specie). Gli aghi sono lunghi 2–4 cm e diventano di colore giallo acceso prima di cadere in autunno, lasciando i pallidi rametti giallastri spogli fino alla primavera successiva.

## Strobili
I coni maschili e femminili nascono separatamente sulla stessa pianta; l'impollinazione avviene all'inizio della primavera. I coni maschili sono solitari, gialli, da globosi ad oblunghi, di 4–8 mm di diametro, e producono granuli di polline privi di vele. I coni femminili maturi sono eretti, conici-ovoidali, lunghi 2–4 cm; verdi con sfumature rosse quando immaturi, tendono al marrone a maturità; si aprono rilasciando i semi alati 4-6 mesi dopo la fecondazione. I vecchi coni tipicamente rimangono appesi all'albero per molti anni, divenendo grigio scuro. La produzione di semi inizia all'età di 10-15 anni.

## Usi
Il legno molto resistente alla muffa viene utilizzato per la produzione di pali e traversine ferroviarie.
Viene coltivato anche in Canada e nel nord degli Stati Uniti in quantità limitata, piantato per la prima volta nel 1806.
Cresce più rapidamente di molte altre conifere nelle regioni fredde, ma richiede altresì una piena illuminazione. Quando cresce in piantagioni, gli alberi richiedono molto spazio ed è sempre richiesto un intensivo diradamento.